# Kenyuoe Ondaan
Kenyuoe Ondaan (Rotterdam, 7 maart 1999) is een Nederlandse basketballer die speelt voor New Mexico Junior College in de Verenigde Staten. Daarvoor speelde hij lange tijd voor BC Apollo Amsterdam.

## Carrière
In seizoen 2017-2018 kwam Ondaan uit voor het U24 team van Apollo, waarmee hij kampioen van Nederland werd. Een jaar later werd hij met het U21 team van Apollo ook kampioen van Nederland. Hij speelde heel af en toe mee met de hoofdmacht van Apollo Amsterdam, maar in seizoen 2019-2020 is hij officieel op het roster gezet.

## Erelijst
BC Apollo Amsterdam
- Landskampioen U24 (2018)
- Landskampioen U21 (2019)